# Ctenus manauara
Ctenus manauara là một loài nhện trong họ Ctenidae.
Loài này thuộc chi Ctenus. Ctenus manauara được miêu tả năm 1994 bởi Höfer, Antonio D. Brescovit & Gasnier.